# Regal Princess
La Regal Princess è una nave da crociera della compagnia di navigazione statunitense Princess Cruises.

## Storia
La nave è stata inaugurata il 12 maggio 2014 nei cantieri navali di Fincantieri a Monfalcone alla presenza del Presidente del Consiglio Matteo Renzi; è la trentaduesima nave da crociera costruita dai cantieri di Monfalcone.
Dal giorno dell'inaugurazione viene considerata come la più grande nave costruita da Fincantieri e tra le prime 10 navi da crociera più grandi al mondo. Pesa 141.000 tonnellate, è lunga 330 metri e larga 38 metri; ha 1.780 cabine, di cui 1.438 complete di balcone, divise in sedici piani, e una possibilità di ospitare 5.600 persone compreso l'equipaggio.
Il viaggio inaugurale è stato annunciato per il mese di giugno.

2025

## Navi gemelle
- Royal Princess
- Majestic Princess
- Sky Princess
- Britannia